# Майнель, Кристель
Кристель Майнель (нем. Christel Meinel; род. 24 декабря 1957, ГДР) — восточногерманская лыжница, призёр чемпионата мира.

## Карьера
На чемпионате мира 1978 года в Лахти в команде вместе с Марлис Росток, Барбарой Петцольд и Биргит Шрайбер завоевала серебряную медаль в эстафетной гонке, кроме того на том чемпионате была 5-й в гонке на 5 км, 9-й в гонке на 10 км и 10-й в гонке на 20 км. Других значимых достижений в карьере не имеет, в Олимпийских играх никогда не участвовала.